# Li Bia Vélo
Li Bia Vélo est le service de vélos partagés de Namur, qui est la première ville wallonne à avoir adopté ce système. Il a été inauguré le 21 avril 2012.
Le nom de ce dispositif s'inspire de « Li Bia Bouquet », un hymne local.

## Dispositif
Le gestionnaire, JCDecaux, prévoit 240 vélos sur 26 stations répartis dans le centre de Namur, Jambes, Salzinnes et Saint-Servais.

## Stations
| Entité        | Nbre de stations |
| ------------- | ---------------- |
| Namur         | 16               |
| Jambes        | 5                |
| Salzinnes     | 6                |
| Saint-Servais | 2                |

## Financement
Ce système de vélos en libre-service est financé par la publicité réalisée sur le territoire communal, en échange de quoi, la ville perçoit des taxes et des redevances. La ville n'a aucuns frais à sa charge